# تونتن هاوزن
تونتن هاوزن (به آلمانی: Tuntenhausen) یک شهر در آلمان است که در بایرن واقع شده‌است.

## خصوصیات
تونتن هاوزن ۶۸٫۹۸ کیلومترمربع مساحت دارد ۵۰۸ متر بالاتر از سطح دریا واقع شده‌است.